# Respiration holotropique
La respiration holotropique, (en anglais : holotropic breathwork) est une technique de modulation de la respiration qui induit un état modifié de conscience[réf. nécessaire]. 

## Historique
Elle a été créée par Stanislav Grof et Christina Grof.  
Elle est née des travaux du docteur Stanislav Grof, qui débute ses travaux à l'Institut de recherches psychiatriques de Prague dans les années 1950. 

## Description
La Respiration Holotropique est une méthode de psychothérapie et de développement personnel basée sur l’efficacité thérapeutique du processus de transe.
Elle combine le souffle et la musique afin de modifier l’état de conscience et favoriser la mise en route d’un processus auto-guérisseur du psychisme.
Elle se pratique en groupe même si elle peut s’adapter en séance individuelle.
Cette approche, synthèse de connaissances très anciennes des cultures traditionnelles et même chamaniques et des découvertes les plus récentes sur la neurophysiologie, associe une respiration surventilée à des musiques évocatrices, un travail sur le corps et la réalisation de mandalas. Elle permet d’activer un processus intérieur spontané, une intelligence profonde et non-mentale en induisant des états de conscience non-ordinaires et d’explorer le monde intérieur qui est en nous et même au-delà de nous. Dans ce travail, les différents plans de conscience de la personne sont pris en compte, le physique, l’émotionnel, le mental et le spirituel de manière interconnectée.
Cette méthode donne accès aux couches profondes de l’inconscient et permet de « vivre » ou « revivre » des expériences variées qui peuvent être d’ordre biographique (lié à notre histoire personnelle), périnatal (attaché à la naissance), transpersonnel (en rapport avec le dépassement de l’ego), ou autres (émotionnel, énergétique, etc.).
Pour Grof, notre état de conscience oscille entre 2 pôles : le pôle holotropique : (vient du grec « holos », « totalité, ensemble » et « trepeïn » : « qui se dirige vers ».)  et le pôle hylotropique (de hylé : matière – trepein : orienté), donc entre un pôle dirigé vers le tout et un pôle dirigé vers la matière, entre des états  de conscience  dits habituels et des états de conscience élargis qui peuvent aller jusqu’à toucher notre dimension spirituelle, mystérieuse.
La revue psychologies a consacré un article sur son site. Des publications scientifiques commencent à être faites également en France

## Application
« Selon Grof et son équipe, une expérience de respiration holotropique devrait se vivre en groupe. ».
Il est important de pratiquer avec des thérapeutes formés et certifiés par des organismes sérieux.